# Bludșe, Kozeleț
Bludșe (în ucraineană Блудше) este un sat în comuna Stavîske din raionul Kozeleț, regiunea Cernihiv, Ucraina.

## Demografie
Componența lingvistică a localității Bludșe
     Ucraineană (99,44%)
     Alte limbi (0,56%)
Conform recensământului din 2001, majoritatea populației localității Bludșe era vorbitoare de ucraineană (99,44%), existând în minoritate și vorbitori de alte limbi.